# Diocesi di Oea
La diocesi di Oea (in latino Dioecesis Oëensis) è una sede soppressa e sede titolare della Chiesa cattolica.

## Storia
Oea, identificabile con la città di Tripoli nell'odierna Libia, è un'antica sede episcopale della provincia romana della Tripolitania.
Sono tre i vescovi documentati di Oea. Natale assistette al concilio di Cartagine convocato il 1º settembre 256 da san Cipriano per discutere della questione relativa alla validità del battesimo amministrato dagli eretici, e figura all'83º posto nelle Sententiae episcoporum. Natale espresse il suo parere anche per due vescovi assenti, Dioga di Leptis Magna e Pompeo di Sabrata Il donatista Mariniano prese parte alla conferenza di Cartagine del 411, che vide riuniti assieme i vescovi cattolici e donatisti dell'Africa romana; la sede in quell'occasione non aveva vescovi cattolici.
Terzo vescovo conosciuto di questa diocesi africana è Cresconio, il cui nome appare al 4º posto nella lista dei vescovi della Tripolitania convocati a Cartagine dal re vandalo Unerico nel 484; Cresconio, come tutti gli altri vescovi cattolici africani, fu condannato all'esilio. Cresconio era stato esiliato già all'epoca del re Genserico, tra il 445 e il 454, ma aveva fatto ritorno nella sua diocesi presumibilmente attorno al 474. Il suo nome appare nel martirologio romano alla data del 28 novembre assieme ad altri vescovi perseguitati dai vandali.
Dal XVIII secolo Oea è annoverata tra le sedi vescovili titolari della Chiesa cattolica; dal 22 dicembre 1999 il vescovo titolare è David Kamau Ng'ang'a, vescovo ausiliare di Nairobi.

## Cronotassi

### Vescovi
- Natale † (menzionato nel 256)
  - Mariniano † (menzionato nel 411) (vescovo donatista)
- San Cresconio † (prima del 445/454 - dopo il 484)

### Vescovi titolari
- Bernardo Maria Beamonte, O.C.D. † (20 luglio 1728 - 11 maggio 1733 nominato vescovo di Lipari)
- Francesco di Ottaiano, O.F.M. † (3 ottobre 1735 - ?)
- Alessandro Grossi † (3 aprile 1876 - 14 dicembre 1889 nominato arcivescovo titolare di Nicopoli di Epiro)[5]
- Luigi Giuseppe Lasagna, S.D.B. † (10 marzo 1893 - 6 novembre 1895 deceduto)
- Jean-Baptiste Grosgeorge, M.E.P. † (28 gennaio 1896 - 1º marzo 1902 deceduto)
- Francesco Bacchini † (11 dicembre 1905 - 13 gennaio 1908 deceduto)
- Vittore Maria Corvaia, O.S.B. † (12 luglio 1908 - 22 luglio 1913 deceduto)
- Salvatore Ballo Guercio † (8 marzo 1920 - 18 settembre 1933 nominato vescovo di Mazara del Vallo)
- Camille Verfaillie, S.C.I. † (1º febbraio 1934 - 22 gennaio 1980 deceduto)
- Michel Louis Coloni † (11 maggio 1982 - 30 gennaio 1989 nominato vescovo di Digione)
- Michel Marie Jacques Dubost, C.I.M. (9 agosto 1989 - 7 marzo 1998 dimesso)
- David Kamau Ng'ang'a, dal 22 dicembre 1999